# علاقة أينشتاين (النظرية الحركية)
في الفيزياء (على وجه التحديد، النظرية الحركية للغازات)، تعتبر علاقة أينشتاين علاقة غير متوقعة سابقًا كشف عنها بشكل مستقل بواسطة ويليام ساذرلاند في عام 1904، ألبرت أينشتاين في عام 1905، وماريان سمولوتشوفسكي في 1906 في أعمالهم على الحركة البراونية. الشكل الأكثر عمومية للمعادلة هو
{\displaystyle D=\mu \,k_{\text{B}}T,}
حيث:
- D هو معامل الانتشار؛
- μ هي «الحركية»، أو نسبة طرفية الجسيم السرعة الانجرافية إلى القوة المطبقة، μ = vd/F؛
- kB هو ثابت بولتزمان؛
- T هي درجة الحرارة المطلقة.

هذه المعادلة هي مثال مبكر لعلاقة التذبذب والتبدد.
هناك شكلين خاصين مهمين يستخدمان بشكل متكرر وهما:
- معادلة أينشتاين-سمولوتشوفسكي لنشر الجسيمات المشحونة:[8]

{\displaystyle D={\frac {\mu _{q}\,k_{\text{B}}T}{q}}}
- معادلة ستوكس-أينشتاين، لنشر الجسيمات الكروية من خلال سائل ذي عدد رينولدز منخفض:

{\displaystyle D={\frac {k_{\text{B}}T}{6\pi \,\eta \,r}}}
حيث:
- q هي الشحنة الكهربائية للجسيم؛
- μq هي الحركية الكهربائية للجسيمات المشحونة؛
- η هي اللزوجة الديناميكية؛
- r هو نصف قطر الجسيم الكروي.